# Lestodiplosis septemguttata
Lestodiplosis septemguttata is een muggensoort uit de familie van de galmuggen (Cecidomyiidae). De wetenschappelijke naam van de soort is voor het eerst geldig gepubliceerd in 1898 door Jean-Jacques Kieffer. Hij duidde deze soort aan als de typesoort van het geslacht Lestodiplosis.